# Studi Link Up
Gli studi Link Up erano un centro di produzione tv sito a Milano in Viale Col di Lana 6/A, zona Navigli.
Il centro era composto da tre studi televisivi, di diverse dimensioni, collocato all'interno di un palazzo residenziale.
Di proprietà di Stefania Craxi, già titolare della casa di produzione La Italiana Produzioni, poi Aran Endemol e successivamente solo Endemol, , gli studi furono venduti nei primi anni 2000 al Gruppo Profit di Raimondo Lagostena e intorno al 2005 dismessi e riconvertiti in abitazioni e loft.

## Principali produzioni realizzate
Soprattutto tra gli anni ottanta e novanta il centro fu molto utilizzato da Mediaset per la realizzazione di diverse sit-com (tra cui Nonno Felice, Norma e Felice, Casa dolce casa, Due per tre) e altre produzioni, come la prima edizione di Buon Pomeriggio con Patrizia Rossetti e Il delitto è servito con Maurizio Micheli; inoltre è stato utilizzato per altre produzioni per conto di Videomusic (come Segnali di Fumo). 
Nei primi anni 2000 fu la prima sede dell'emittente televisiva Sei Milano.